# Wilhelm Reich
Wilhelm Reich (Dobrzanica, Galitzia, Imperio austrohúngaro, 24 de marzo de 1897-Lewisburg, Pensilvania, EE. UU. 3 de noviembre de 1957) fue un inventor, postulador de la teoría del orgón, médico, psiquiatra y psicoanalista austriaco, de origen judío, nacionalizado estadounidense. Es célebre por sus contribuciones a la sexología, a la terapia psicoanalítica, su compromiso en favor de la liberación sexual («la función del orgasmo») y sus investigaciones sobre la «energía de orgón».
Fue miembro de la Sociedad Psicoanalítica de Viena hasta 1933, siendo inicialmente discípulo de Freud. Sin embargo, sus teorías se independizaron más tarde del psicoanálisis institucional. Sus tomas de posición respecto al factor social como responsable de la neurosis individual le alejaron de Freud.
De sus estudios de Freud, los puntos que más le interesaron fueron el inconsciente, la neurosis y la libido. Reich es uno de los primeros pensadores de psicosociobiología y es cercano a Henri Laborit, a Peter Levine y a Antonio Damasio en términos de conciencia corporal y social. 
Wilhelm Reich es un médico que pensaba que el estrés es la energía eléctrica de base del sistema nervioso neurovegetativo. Pensaba que la violencia social está vinculada a la pobreza emocional. Al aparecer el término de "estrés" en los años 1930 en el ámbito médico y científico, Reich le da el nombre de "orgón" a la energía vital.
Filósofo que trató de lograr la síntesis entre el marxismo y el psicoanálisis, mientras que algunos lo califican como uno de los pensadores más «lúcidos y revolucionarios» del siglo XX, cuyos libros fueron quemados; otros aseguran que sus ideas y teorías bien podrían catalogarse como delirios.
Fue expulsado de los círculos comunistas y de la escuela psicoanalítica por lo radical de sus planteamientos, se mudó a Nueva York en parte para escapar del gobierno nazi en Alemania. Allí inventó el término orgón (como unión de los términos "orgasmo" y "organismo"). En 1940 empezó a vender "acumuladores de orgón" que pretendían tener efectos beneficiosos para la salud. En 1947 la FDA obtuvo una sentencia judicial contra dicha venta por ser una estafa "de primera magnitud". En 1956 fue condenado a dos años de prisión por violar esta sentencia mientras que el juzgado ordenaba la quema de 6 toneladas de sus manuscritos y material de laboratorio. Un año después, Reich murió en la cárcel de un ataque al corazón, varios días antes de pedir su libertad condicional.

## Biografía

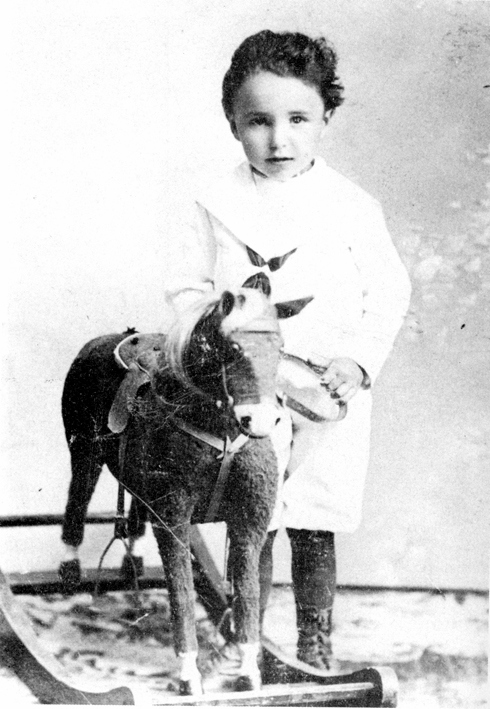
Instantánea de Reich en 1900.

En su obra Pasión de juventud, que recopila una serie de escritos autobiográficos sobre su juventud, nos ha ofrecido una explicación tanto vital como personal de sus teorías.
Nacido en el medio rural en el seno de una familia judía no creyente, inicia sus primeras relaciones sexuales con las criadas de su casa, presenciando la hostilidad entre sus padres. Su madre se convierte, con la colaboración de su abuela, en amante de su preceptor. El joven Wilhelm, viendo el estallido celoso de su padre, le revela el adulterio de su madre, que acaba por suicidarse. Tras fallecer su padre la familia queda arruinada.
Abandona el arruinado hogar familiar, combate en la Primera Guerra Mundial y en Viena, a fuerza de hambre y desvelos, consigue avanzar en sus estudios.

### Primera etapa
Wilhelm Reich fue uno de los primeros colaboradores de Sigmund Freud, hacia 1922. Mostrando gran entusiasmo por las teorías de Freud, en especial en lo relativo a la sexualidad.
Sin embargo, pronto saltaron muchas diferencias entre Reich y Freud. Quizás la más importante fue el conflicto entre las posiciones de autoridad que ambos gustaban ostentar. Pero en el plano teórico también se fueron alejando progresivamente y tuvieron la ruptura definitiva en el momento que Reich tuvo ideas propias sobre el tema. Al contrario que Freud, que fue dejando de lado el instinto sexual y la dicotomía placer/dolor para centrarse en otros conceptos como el instinto de Muerte, Reich llevó el tema de la sexualidad y la psique al extremo, llegando a afirmar el principio económico en contradistinción con el tópico y el dinámico, que se mantuvieron como los pilares de las diferentes escuelas psicoanalíticas. Para Reich el sexo y el trabajo entretienen una relación bioenergética, por lo que sostuvo inicialmente las siguientes dos tesis principales:

«La salud mental de una persona se puede medir por su potencial orgásmico.»

Esto quiere decir que un individuo psíquicamente sano disfruta del sexo libremente, sin traumas o inhibiciones, y una persona neurótica no. Freud y sus acólitos se fueron, según Reich, acomodando al lado de sus divanes aplicando tratamientos interminables de charloterapia[cita requerida]. Reich prescindió de estos métodos para volcarse en el cuerpo físico.
Uno de sus descubrimientos consistió en el hecho de que las personas no neuróticas manifestaban lo que él llamó reflejo de orgasmo, consistente en el movimiento involuntario, incontrolable y repetido de la cadera a la hora de la descarga orgásmica. Reich comenzó a fijarse en las actitudes y movimientos corporales de sus pacientes y se dio cuenta de que los tratamientos psicoanalíticos convencionales de la época, según su opinión, eran muy poco eficaces porque el paciente poseía una tendencia terrible a esconderse de sí mismo, o por decirlo de otra manera, las barreras psicológicas del paciente tendían a perpetuarse inconscientemente. En cierto modo, las personas tenían miedo a romper sus bloqueos porque eran incapaces de sentir el placer de la distensión, de relajarse, de dejarse llevar.

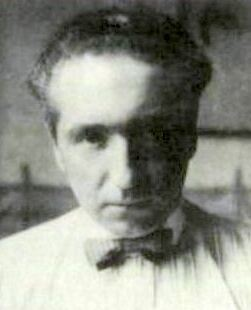
Wilhelm Reich circa 1922 en un café de Viena.

Inventó pues el Análisis Caracteriológico. De esta manera, antes de pretender llegar al centro del problema psíquico del paciente mediante charlas y circunloquios que se prolongaban años y años, la misión de Reich consistía en derribar las barreras que bloqueaban el libre flujo de energía psíquica del paciente. Esto lo consiguió aplicando otro principio descubierto por él que afirmaba:

«La psique de una persona y su musculatura voluntaria son funcionalmente equivalentes.»

Con esto, Reich plantea que los bloqueos psíquicos se corresponden a contracciones musculares crónicas. Un ejemplo: una persona con miedos tiene perpetuamente tensos los muslos y los hombros, pues es la manera que tiene el cuerpo de prepararse para protegerse la cabeza y echar a correr, reacción lógica ante un peligro. Así, Reich se dispuso a combatir las enfermedades mentales a través de la liberación de las tensiones musculares crónicas, lo que dio resultados notables[cita requerida]. Esto se contraponía a las técnicas de los psicoanalistas freudianos, que se abstenían completamente del contacto físico con sus pacientes, aun teniendo un contacto emocional (llamado transferencia) por el cual el psicoanalista podía, por ejemplo, tomar simbólicamente el lugar del padre del paciente.
Reich, por el contrario, abrazaba, retorcía y estiraba los cuerpos de sus pacientes hasta que rompían a llorar o vomitaban, liberándose. Reich había descubierto que el reflejo del vómito era profundamente relajante y que ejercicios de estiramiento de la zona anterior del tronco terminaban provocando que la persona llorara de modo profuso, aunque aparentemente sin motivo. Más adelante llegó incluso a asegurar que el cuerpo humano no era muy distinto al de un gusano; y elaboró un sistema de curación que consiste en el desbloqueo progresivo de los diversos segmentos que componen nuestro organismo: cráneo, cuello, diafragma, vientre y cadera. Incluso llevó más lejos la comparación haciendo la analogía con un protozoo, que extiende su protoplasma ante el placer y se contrae ante el dolor. Reich entendió que la personalidad funcionaba en ciclos de tensión/liberación, en los que una correcta vida sexual era indispensable para esta última.
Finalmente, Reich percibió que los patrones musculares se podían explicar desde el punto de vista de una energía vital (que más tarde llamaría energía orgónica) que recorre el cuerpo. Aquí Reich redescubrió para occidente el concepto de chi (también llamado baraka, vril) ampliamente extendido en oriente y las sociedades herméticas.
Uno de los muchos discípulos de Reich, el ahora reputado Alexander Lowen, inventó posteriormente la Bioenergética, conjunto de técnicas curativas basadas en estos descubrimientos.

### Segunda etapa: acercamiento al marxismo

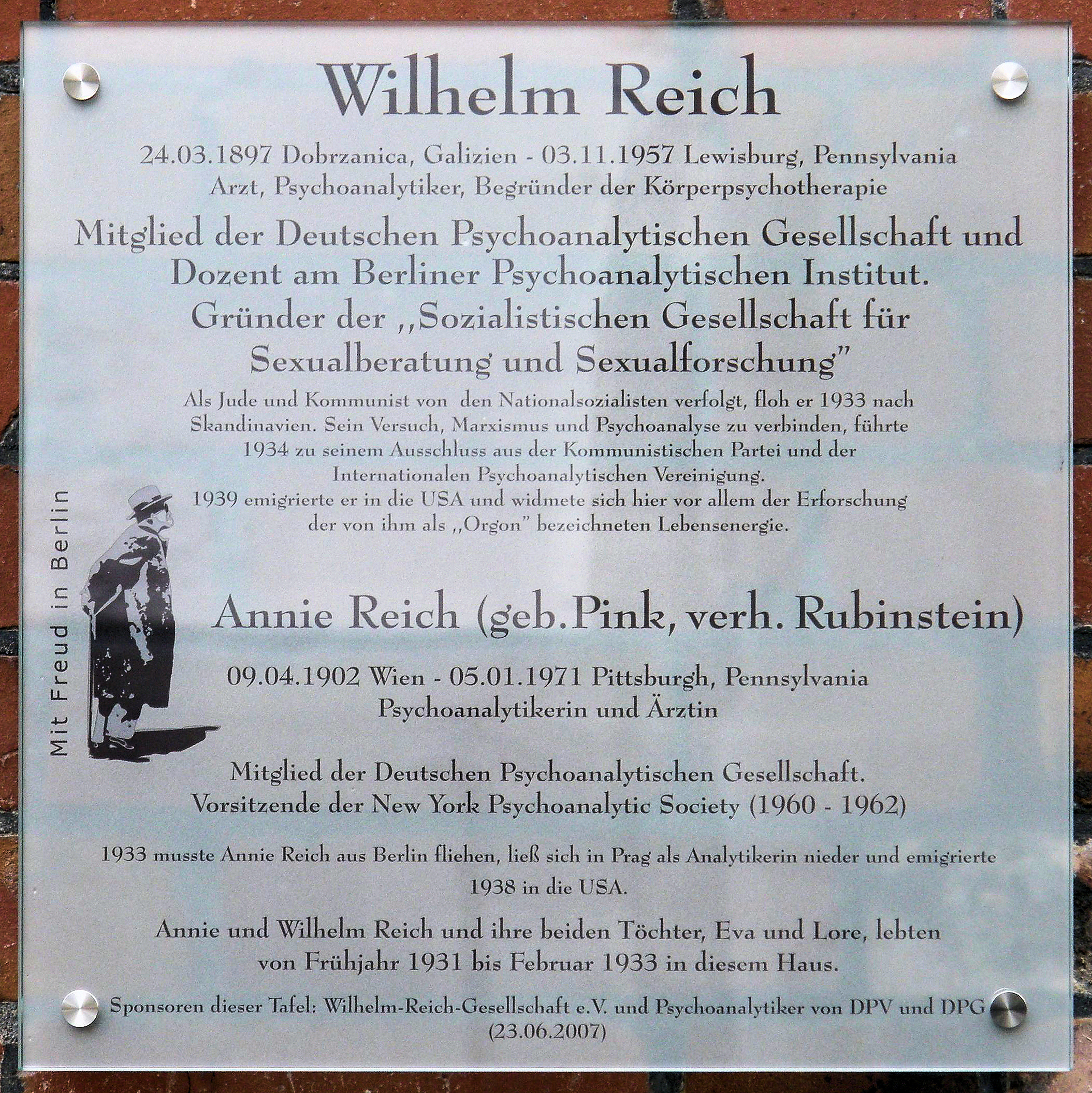
Placa recordatoria en la casa de W. Reich en Berlín, donde residió desde 1931 hasta 1934.

Reich se adhirió a las ideas marxistas y en 1927 se afilió al Partido Comunista de Austria. A partir de entonces, su trabajo se orientó hacia la búsqueda de una síntesis entre el materialismo dialéctico y psicoanálisis. Destacan en este período sus obras La revolución sexual y Psicología de masas del fascismo. Reich postuló que el viraje hacia la metapsicología iniciado por Freud a partir de su texto Más allá del principio del placer (1920) se debía a que el carácter burgués de este le impedía aceptar las conclusiones revolucionarias que se obtenían a partir de sus propios descubrimientos: la primacía de lo inconsciente, el papel central de la represión sexual en la psicopatología, etc.
Para Reich la mayor parte de la población sufre patologías mentales y vive en condiciones de fuerte represión sexual. Reich considera que el dominio de una clase social sobre otra necesita que la mayor parte de la población sufra una atrofia en su vida sexual, pues eso garantiza a las clases dominantes la existencia de individuos pasivos que acaten la autoridad sin cuestionamientos. De esta manera, Reich concluye que el capitalismo es incompatible con la salud mental de la población, que solo se podrá lograr de la mano de la abolición de la sociedad de clases, es decir, a través de la revolución socialista. Esto llevó a Reich a criticar a Freud, por considerar que había colocado al principio de realidad en un altar, elevándolo a la categoría de incuestionable. Mientras que la terapia psicoanalítica freudiana buscaba superar la neurosis mediante la adaptación del paciente al principio de realidad, los postulados de Reich implicaban necesariamente que la superación de la neurosis (al menos considerando a la población neurótica en su conjunto) estaría estrechamente ligada a la transformación de la realidad. Esta conclusión entronca claramente con el pensamiento marxista (Tesis XI, en las Tesis sobre Feuerbach, de Marx).
Los psicoanalistas freudianos rechazaron las elaboraciones de Reich por considerarlas 'politizadas'. En el marxismo, la recepción no fue unánime. Algunos marxistas recibieron con beneplácito su obra, aunque otros la consideraron ligeramente teñida de idealismo, y objetaron que el conocimiento de Reich del materialismo dialéctico era muy superficial.
A partir de su trabajo en el Partido Comunista, Reich creó organizaciones (centros de orientación y consejería sexual) de la juventud obrera por una política sexual (SEXPOL), las cuales tuvieron un importante crecimiento. A partir de 1932, el partido dejó de publicar el libro de Reich difundido por ese movimiento, La lucha sexual de los jóvenes, y un año después los nazis en el poder lo prohibieron. Al tiempo que en Psicología de Masas del Fascismo y Conciencia de Clase analizó las causas psicológicas y culturales de la derrota que para la clase obrera alemana supuso el ascenso del hitlerismo, Reich enfrentó con su trabajo La lucha por la nueva forma de vida en la Unión Soviética, el fin de la libertad sexual en la Unión Soviética desde 1934, regresión que significó, entre otras cosas, la prohibición y penalización del homosexualismo, en el primer país del mundo en que fue despenalizado 34 años antes y donde se difundieron las investigaciones de Magnus Hirschfeld al respecto.  Pronto el estalinismo lo expulsó de las filas del partido. Reich intercambió un par de cartas con León Trotski, pero rápidamente rompieron contacto. Como lo expresa en Conciencia de Clase, Reich consideraba que para fundar una "nueva internacional" era necesario primero trabajar por arraigar en las masas trabajadoras una nueva cultura y un programa que "lo impregnen todo", en vez de crear inmediatamente una IV Internacional e iniciar una campaña de organización en su favor valiéndose de su programa, como Trotski lo proponía.

### Tercera etapa

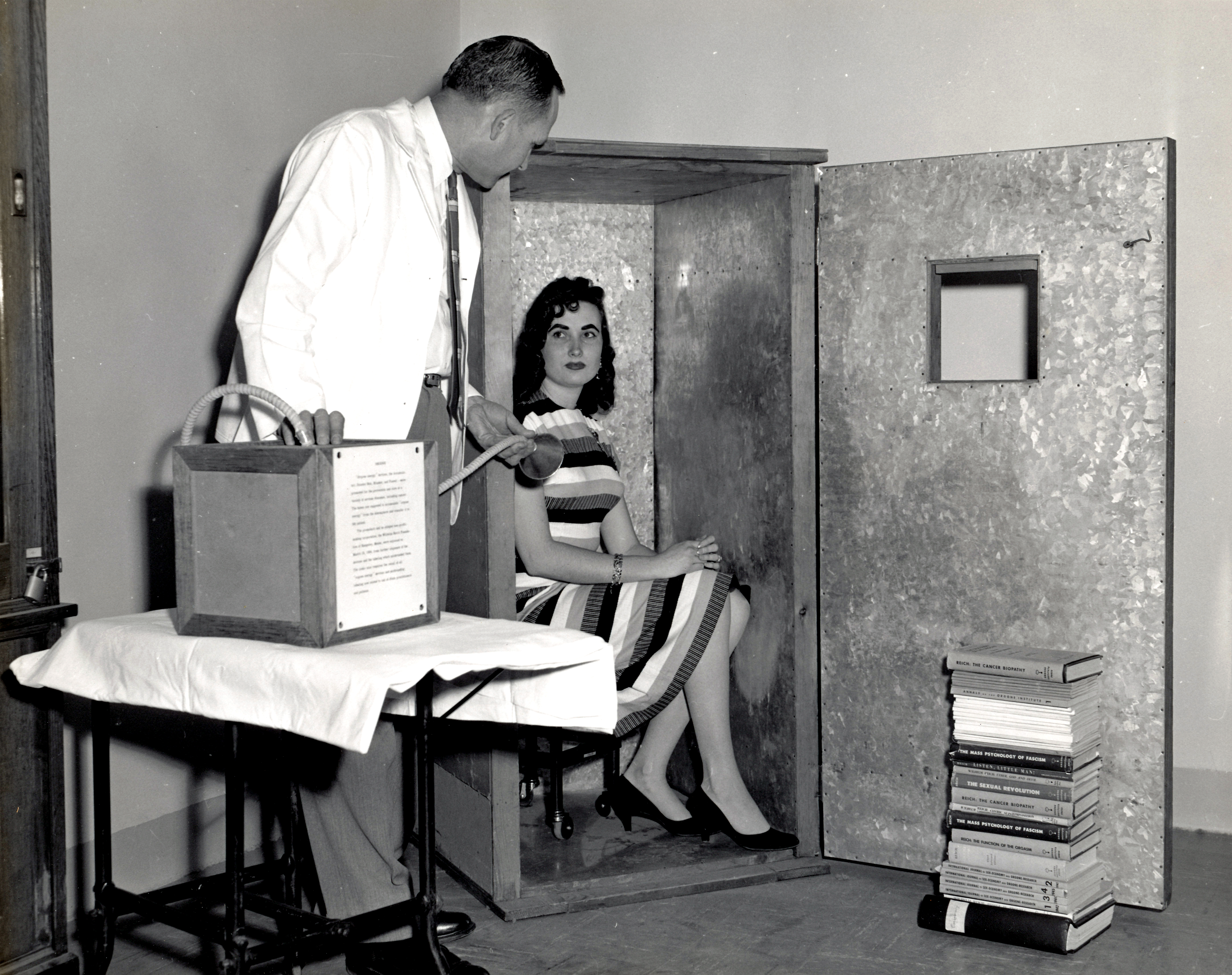
Acumulador de orgón.

La tercera etapa del pensamiento de Wilhelm Reich es, de lejos, la más polémica y la que sus detractores han utilizado para calificar el conjunto de su obra como «delirante».
Sus estudios se centraron en el orgón, palabra que combina «organismo» y «orgasmo». Para Reich, el orgón es la energía vital de todo organismo, es la fuerza motora del reflejo del orgasmo. Además, es de color azul, medible y omnipresente.
Toda materia viva es creada y produce esta energía. Con el fin de hacerlo visible, construye en 1940 el primer Acumulador de Energía Orgónica, una caja de madera u otro material orgánico con revestimiento interno de metal, pues la primera absorbería la energía orgónica mientras que la segunda la atraería. El objetivo de Reich era hacer fluir la energía en el cuerpo de sus pacientes. Enfermedades como el cáncer, para él no eran más que acumulaciones de orgones negativos, por lo que experimentó con enfermos terminales de cáncer creyendo que podía ayudarlos. Creó el Instituto del Orgón, su Editorial y Orgonon, hogar del acumulador de orgones y un centro de investigación. Cabe señalar que los resultados de sus investigaciones solo han podido ser replicados por sus seguidores, en ningún caso por escépticos.
Desarrolló la terapia llamada «Vegetoterapia Caracteroanalítica», concebida para liberar las tensiones de la coraza caracterológica, producto de los impulsos sexuales y emociones reprimidas. Cada individuo se crea una coraza mediante hábitos corporales y actitudes, con el fin de protegerse tanto del mundo externo como de sus propios deseos e instintos.
Reich afirmó que la coraza corporal se encuentra dividida en siete áreas o sectores. Estos sectores forman bandas alrededor del cuerpo en su área, y en esa banda se estanca la energía. En orden cefalo-caudal las áreas son las siguientes: Ojos, Boca, Cuello, Pecho, Plexo Solar, Cintura o Pelvis, y Genitales. Reich debía analizar estas áreas en cada individuo y ayudarle a desbloquearlas para que la energía o el Orgón pudiese fluir nuevamente. El desbloqueo era realizado mediante masaje, movimiento, sonidos, y ejercicios.
Hacia 1947, la FDA norteamericana inició una serie de investigaciones sobre la teoría del orgón. Sus inspectores secuestraron 300 acumuladores de energía orgónica y determinaron que no había el menor rastro de energía en el aparato. El orgón simplemente no existía y su descubridor no podía ser más que un estafador.

## Obra

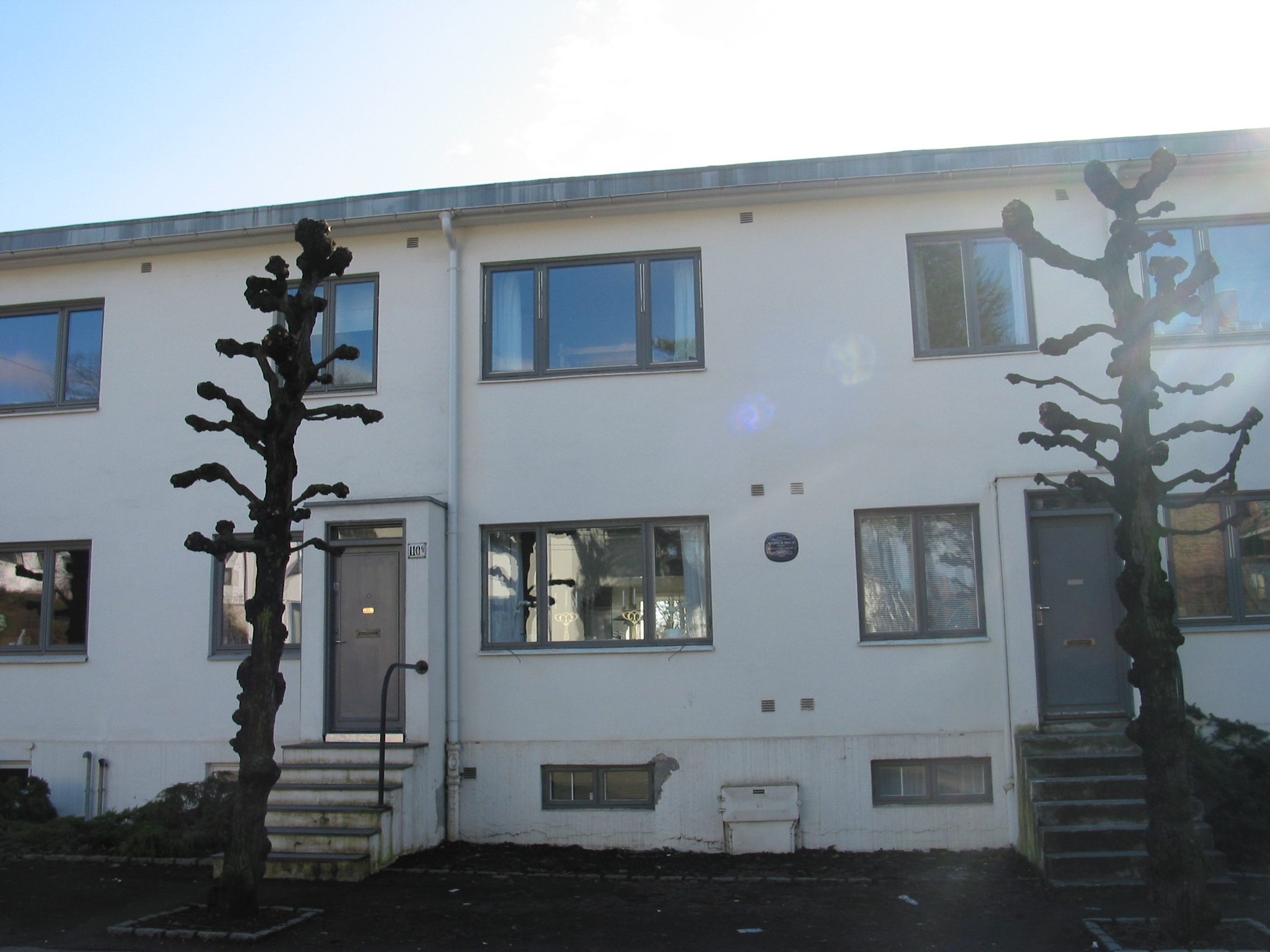
Casa en Drammensveien cerca de Olaf Kyrres plass en Frogner, Noruega. Wilhelm Reich vivió aquí. Visible entre las ventanas hay una placa conmemorativa azul que reza: El médico y psicoanalista Wilhelm Reich (1897-1957) residió y trabajó aquí entre 1935-39. Desarrolló el análisis del carácter y la terapia de orientación corporal.

En el libro Reich habla de Freud, aparecen cinco cartas que se enviaron el antropólogo Bronislaw Malinowski y el psiquiatra Wilhelm Reich. Las fechas aproximadas son entre 1938 y 1942, año en que fallece el autor de 'Sexo y represión en la sociedad primitiva' (Malinowski). Tres aspectos pueden tomarse de esta correspondencia: la situación que atravesaban ambos investigadores en sus distintos campos, el funcionalismo como teoría central para sus trabajos y las consecuencias y repercusiones.
Bronislaw Malinowski había nacido en Cracovia, capital de la Galitzia austriaca en 1884 (hoy Polonia). Su padre era un eslavista especializado en el dialecto polaco en la región de Silesia. El joven Bronislaw comienza a estudiar filosofía en 1903, obteniendo un doctorado en filosofía en 1908. Continúa sus estudios en Leipzig (Alemania). Su pasión por la antropología nace al leer 'La rama dorada' de Frazer. En 1910 se instala en Inglaterra, para estudiar antropología en la London School of Economics. Publica en 1913: La familia entre los aborígenes australianos. La Primera Guerra Mundial, lo encuentra en Nueva Guinea, Melanesia, viviendo entre los naturales de Mailu. Luego se trasladará al archipiélago de las islas Trobriand. Comienza un trabajo de campo conviviendo y aprendiendo la lengua de los nativos. Investiga todos los aspectos de su cultura. En 1916 vuelve a Londres y se doctora en antropología. Al año siguiente vuelve a Trobriand. Comienza a escribir Los argonautas del Pacífico occidental que se editará en 1922. Visita por primera vez EE. UU. en 1926, aparece: El mito en la psicología primitiva y Crimen y costumbre en la sociedad salvaje. En 1927 es designado profesor titular de antropología en la Universidad de Londres. Escribe: El padre de la psicología primitiva y Sexo y represión en la sociedad salvaje. Durante este último periodo Malinowski comienza a debatir con el psicoanálisis. Aparece el artículo Psychoanalysis and Anthropology (Psyche, Londres 1924). Al que le responde Ernest Jones (psicoanalista, biògrafo de Freud) con Mother and sexual ignorance of savage (International Journal of psychoanalysis, 1925).

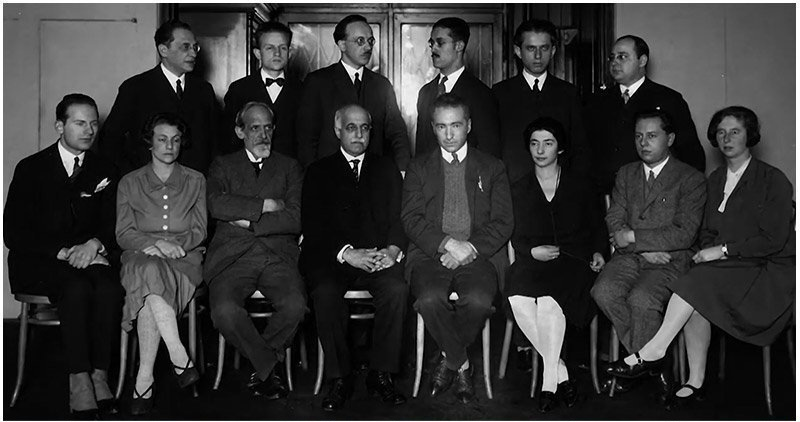
Retrato oficial del personal de la clínica ambulatoria psicoanalítica de Viena, 1922. Wilhelm Reich está sentado quinto desde la izquierda.

Había nacido en la Dobrzcynica, en la parte de la Galitzia que pertenecía al Imperio Austriaco. En 1922 se diploma como médico por la Universidad de Viena. Continúa su formación en psiquiatría durante dos años más con Wagner-Jauregg (premio Nobel de Medicina) y Paul Schilder. Desde 1920, antes de recibirse pertenece al círculo de psicoanalítico de Viena. Había conocido a Sigmund Freud en 1919, invitándolo a un Seminario de Sexología en la Facultad de Medicina. Desde 1923 trabaja en el Policlínico Psicoanalítico de Viena, después coordinará el Seminario Técnico, y comienza a escribir artículos para revistas de psicoanálisis. En 1925 aparece su primer libro El carácter compulsivo y en 1927 la primera versión de La función del orgasmo, dedicada a Freud. Las investigaciones de Malinowski aportaban sobre la base de los trabajos en terreno, tan vital hoy para los antropólogos, datos para pensar que los 'primitivos o los salvajes' como se los llamaba, no vivían en la promiscuidad y el desenfreno. En sus libros plantea que la vida de esos hombres se enmarca en una delicada trama de derechos y obligaciones. 'Los argonautas del Pacífico occidental' presenta no solo un carácter metódico sino que plantea: 1) la valoración de las culturas primitivas. La visión eurocentrista y positivista de la época arrastraban concepciones sobre la superioridad del hombre occidental. 2) Mostraba que en una economía primitiva como la Trobiandesa intervienen factores mágicos y de prestigio, no directamente ligados al valor útil de la mercancía. Permitía entender la complejidad de las culturas melanesias que participaban en el comercio Kula. Refutaba la idea de que la existencia de los pueblos primitivos se caracteriza tan solo por el esfuerzo de sobrevivir. 3) Por primera vez en la investigación antropológica, una cultura se estudió sistemáticamente. Él demuestra que la cultura es un todo funcional. El funcionalismo de Malinowki tenía antecedentes en Franz Boas (quien señalaba la necesidad de interpretar los hechos sociales en su conexión). También influyó la escuela de sociología francesa a través de Marcel Mauss, Émile Durkheim, y la inglesa a partir de Herbert Spencer.
La cultura es un todo orgánico. Por eso para Malinowski no es posible el estudio del sistema de parentesco de una cultura, si a la vez no se interrelaciona con las bases económicas de esa cultura, con su organización política, con sus instituciones sociales, con el entramado jurídico que la sustenta, con la religión que la cohesiona. Todas estas nuevas concepciones iban a influenciar a Wilhelm Reich en su periodo psicoanalítico. Pero desde los sucesos de Schattendorf (Austria) donde hubo una violenta represión contra manifestantes produciendo muchos muertos, Reich comenzaría a militar en el Partido Comunista de Austria contra el avance del fascismo. En 1930 se va a trabajar a Alemania hasta 1933 donde debe salir por la toma del poder por los nazis. La irrupción de la moral sexual (primera versión en 1932) estará basada sobre las obras de Malinowski. Plantea el origen de la represión sexual, La economía sexual en la sociedad matriarcal, Contradicciones económicas y sexuales en los Trobiandeses, El comunismo primitivo-matriarcado, Propiedad privada-patriarcado, un estudio sobre las teorías de Morgan y Engels. A su vez en el apéndice respondía a Géza Róheim (psicoanalista y etnólogo) que había viajado a estudiar los tótems australianos y a Nueva Guinea. Malinowski y Reich se conocieron en 1933 en Londres. El antropólogo había reconocido que Der Einbrusch der sexualmoral (La irrupción de la moral sexual) era una obra que comprendía y utilizaba correctamente sus teorías sobre los trobiandeses.

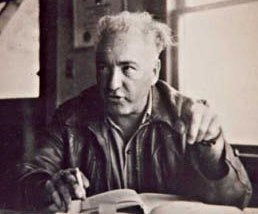
Wilhelm Reich.

El 12 de marzo de 1938, desde el Departamento de Antropología en The London School of Economics and Political Science (Universidad de Londres) escribe: "Conozco al Dr. Wilhelm Reich desde hace cinco años, durante cuyo periodo he leído sus obras, teniendo también muchas oportunidades de conversar y discutir con él en Londres y Oslo". Para ese tiempo Reich vivía en Noruega, y comenzaba a desatarse una fuerte campaña en contra de sus trabajos e investigaciones. "Considero su obra sociológica como una clara y valiosa contribución a la ciencia. En mi opinión, constituiría una pérdida lamentable que el Dr. Reich se viera obstaculizado de alguna forma en el disfrute de las mayores facilidades para la puesta en práctica de sus ideas y descubrimientos científicos". Malinowski brindaba un claro apoyo a la situación que estaba atravesando Reich en esos momentos. Seguía en esa carta: "Me gustaría añadir que mi testimonio puede tener una cierta fuerza adicional, viniendo como viene de alguien que no comparte las avanzadas ideas del Dr. Reich, ni tampoco sus simpatías por la filosofía marxista. Me gusta definirme como un hombre chapado a la antigua, casi un conservador liberal."
Reich con fecha 29 de abril le agradece su solidaridad comentándole el efecto que producían sus descubrimientos, y agrega algo que había visto en las calles de Berlín, y en toda Alemania: "No soy un optimista empedernido, pero gracias a mi trabajo he podido percatarme sobradamente no solo de los impulsos satánicos del hombre, sino de su lado humano. Así, si Hitler tira de los hilos y destapa la vertiente subhumana, ¿Por qué no habríamos de concentrarnos en su núcleo humano, que sabemos que siempre existe conjuntamente, pero que ha sido simplemente enterrado?".
Su libro Psicología de masas del fascismo (aparecido en 1933) había sido traducido a varios idiomas. Hitler, para entonces, ya tenía campos de concentración en Alemania y Freud estaba a punto de salir de Austria –luego que su hija Anna fuera detenida por la Gestapo– gracias a las peticiones de embajadores, científicos y hasta de Mussolini.
Había sido expulsado de la Asociación Psicoanalítica Internacional y del Partido Comunista en 1934. Para los primeros, por ser demasiado marxista; y para los segundos, por 'la edición de un libro contrarrevolucionario'. En ese libro Reich utilizaba categorías psicoanalíticas, y sus nuevas teorías de la Estructura Caracterial (Análisis del carácter) para explicar cómo individuos criados desde la infancia en familias dominadas por el padre, generan sometimiento, son preparados para ser rebaño, y por qué la necesidad de un Führer o un Duce. En el capítulo: "La sumisión automática a las costumbres y el verdadero problema" (Crimen y costumbre en la sociedad salvaje) se ve también una clara influencia de las ideas antropológicas sobre Reich.
Con su trabajo de 1936 sobre "La sexualidad en la lucha cultural", publicado en varios idiomas como La Revolución Sexual, Reich fue uno de los precursores de la revolución sexual contemporánea, aportando con ideas concretas como la mejora de métodos anticonceptivos, la promoción del uso de anticonceptivos y su distribución para prevenir abortos, facilitar a los jóvenes albergues para que mantengan relaciones sexuales y el cese de la represión de la masturbación de los niños y adolescentes
En 1939 Malinowski se encontraba en EE. UU. Estaba realizando trámites para lograr que Reich pudiera ser admitido en alguna Universidad de Nueva York. Le escribe: "Otro inconveniente lo constituye el hecho de que muchos psicoanalistas no quieren saber nada de usted. Ya sabe por quien se inclinan mis simpatías, así que no necesito contarle lo indignado que me siento cuando me percato de esta actitud. La cosa no iría tan mal si los psicoanalistas americanos no estuvieran tan dominados por gente de Viena o Berlín. Pero a cualquier sociedad psicoanalítica que vayas te encuentras en los puestos clave a Rank, H. Sachs, o Alexander". Junto al Dr. Theodore Wolfe (quien había ido a estudiar con Reich en Noruega) lograron conectarlo con Alvin Johnson de la New School of Social Research, donde Reich fue como docente, viajando a EE. UU. en septiembre de 1939. En ese mes, los nazis habían invadido Polonia (Donde hoy están los territorios de nacimiento de Reich y Malinowski).
En 1940, ya estallada la Segunda Guerra Mundial, Bronislaw Malinowski ejerce como profesor de Antropología en la Universidad de Yale. Se casa con la pintora Valetta Swann. En 1941 junto a su mujer se traslada a México, para centrarse en el estudio de las culturas indio-mexicanas y el cambio social. El 31 de enero de 1942, desde New Haven, Connecticut, le escribe: "Todo este asunto era, por supuesto, ridículo pues nadie que estuviera en su juicio puede sospechar que albergaba usted tendencias o simpatías pro-nazis. A pesar de lo cual, estas cosas son siempre extraordinariamente penosas". En la introducción de La función del orgon (segunda versión 1942 The dicovery of the Orgone) Theodore Wolfe aclaraba: "a las dos de la madrugada del 12 de diciembre de 1941, Reich fue sacado de la cama por agentes de la FBI (Federal Bureau of Investigation) y llevado a Ellis Island. Del expediente de Reich, así como de las investigaciones efectuadas antes y después de su detención resultaba del todo evidente que nada permitía situar a Reich bajo los preceptos de la Enemy Alien Act. Hasta el 5 de enero de 1942 no se dictó su libertad condicional. Aunque se había utilizado contra la obra de Reich el procedimiento de denuncias a la policía ya antes en Europa, nunca hasta entonces había sido detenido".
La persecución contra la obra y los trabajos de Reich en Dinamarca (Copenhague), Suecia (Malmö), Noruega (Oslo) entre 1934 y 1938, no iban a disminuir en EE. UU. Con una carta sin fecha responde: "Habían investigado mi caso durante más de un año, sin encontrar nada, sin ninguna querella, y sin embargo me he pasado tras los barrotes tres semanas y media. Todo el asunto fue algo completamente ilógico, debido a la denuncia de algún cobarde que no se atreve a enfrentarse conmigo en una discusión pública". Y con su increíble optimismo frente a la adversidad Reich continua: "¿Recuerda usted mis problemas en Dinamarca y Suecia allá por 1934, cuando los psiquiatras acudieron a la policía? Bien, pues aquí ha pasado lo mismo. Las inconveniencias a las que se enfrentan nuestra labor son enormes, pero también lo son nuestros triunfos. Pronto aparecerá en inglés un libro mío The discovery of the orgone, que resume veinte años de investigación biofísica y de análisis del carácter, así como de una revista publicada por nuestro instituto y la rama americana. Deseo agradecerle su declaración jurada que envió con ocasión de mi arresto. Espero verlo pronto alguna vez. Deseo que se encuentre bien y no esté excesivamente angustiado por el desastre internacional. Creo que los psiquiatras que comprenden el distorsionado desarrollo biológico de los seres humanos, habrán de realizar tareas difíciles cuando esto acabe".
Malinowski fallece el 16 de mayo de 1942 de un ataque al corazón. Su viuda edita: Una teoría científica de la cultura. Aquí distingue siete necesidades biológicas, cuya satisfacción es imprescindible para sobrevivir: el metabolismo, la reproducción, el bienestar corporal, la seguridad, el movimiento, el crecimiento y la salud. La cultura es un todo funcional que está al servicio de las necesidades humanas. Él definía 'necesidad' como el sistema de condiciones que se manifiestan en el organismo humano, en el marco cultural y en la relación de ambos con el ambiente físico, y que es suficiente y necesario para la supervivencia del grupo y del organismo. Por las últimas investigaciones que realiza Wilhelm Reich tampoco va a pasar los próximos años tranquilo. Editará La revolución sexual y una nueva versión (con capítulos que agregó) de Psicología de masas del fascismo. Proseguirá sus investigaciones y continuará editando libros: La biopatía del cáncer, Ether, Dios y el diablo, Superposición cósmica, Contactos con el espacio. Irá desde la biogénsis, la oncología, la formación de desiertos, de huracanes, fuerza de gravedad, cuyo punto en común será la energía. En 1941 se encontrará con Albert Einstein.
Reich también desarrolla una teoría funcionalista, una síntesis superadora que llamará orgonomía. En el libro de The bion experiments, on the origin of life (versión inglesa de Die bione aparecido en 1938) muestra el pasaje del materialismo dialéctico al funcionalismo energético. A partir de la publicación de Beyond psychology / letters and journals 1934-1939 y American odyssey / letters and journals 1940-1947, hoy tenemos nuevos documentos para entender qué sucedió con la obra y la metodología de investigación, como también nuevos campos epistemológicos. En una anotación del veintiséis de noviembre de 1946, escribe: "Malinowski afirmaba la sexualidad de los niños trobiandeses, pero no la de los niños europeos" (American Odyssey). Una crítica interesante para su amigo.
Reich continuó siendo perseguido. Sus trabajos fueron calificados de publicidad para los acumuladores de orgón y fueron quemados bajo la supervisión de la Food and Drug Administration (FDA), institución que exigió que se destruyeran todos los aparatos, así como cada uno de los libros, artículos y escritos de Reich en que apareciera la palabra "orgón", es decir, prácticamente toda la obra publicada por el autor.

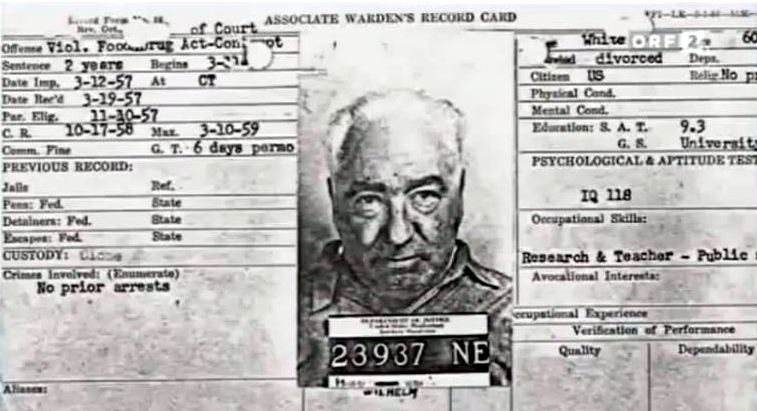
Tarjeta de registro de Reich de la Penitenciaría Federal de Lewisburg.

Wilhelm Reich murió en la cárcel de Lewisburg, en Pensilvania, EE. UU., el 3 de noviembre de 1957. Diez años después de su muerte fue editado Reich habla de Freud, que es una serie de entrevistas realizadas el dieciocho y diecinueve de octubre de 1952 en Maine para los Archivos de Sigmund Freud; contenía un anexo documental de cartas y artículos, que permitió aclarar muchos aspectos de ese momento que impedían ver la valoración científica de la obra de Reich, y entender por qué hubo una conspiración de silencio durante tanto tiempo.
En su testamento, Reich dejó establecido que sus archivos, documentos y todo su legado escrito fueran puestos a disposición del público cincuenta años después de su muerte, plazo que se ha cumplido en noviembre de 2007. En la biblioteca de la escuela de medicina de la Universidad de Harvard, los interesados para estudios científicos pueden solicitar el acceso a esta documentación. El Museo Wilhelm Reich publica un índice, así como las condiciones para el acceso a estos documentos.

## Experimento del Orgón con Einstein

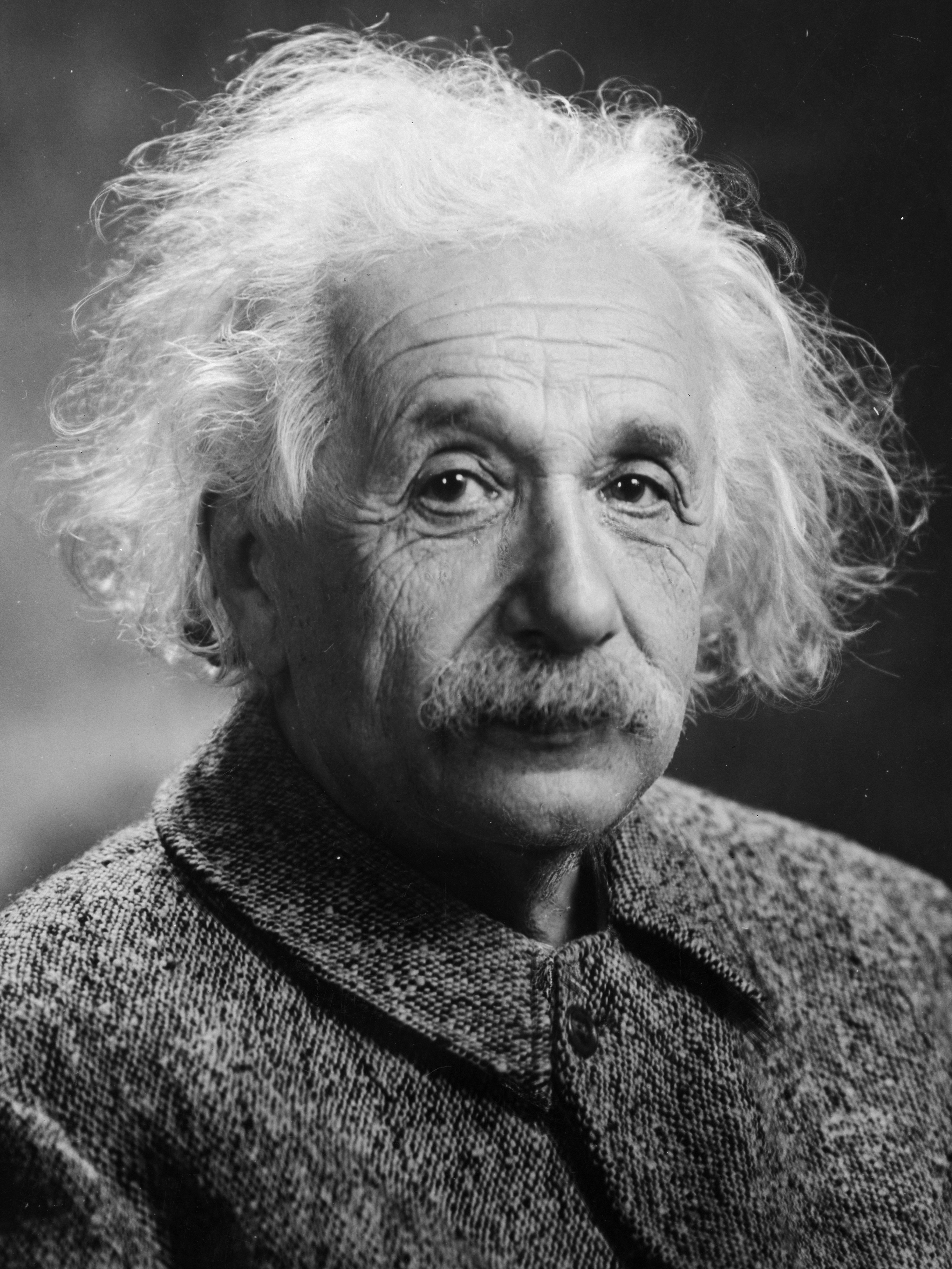
Reich discutió sobre sus acumuladores de orgón con Albert Einstein en 1941.

El 30 de diciembre de 1940, Reich escribió a Albert Einstein diciendo que había un descubrimiento científico que quería discutir, y el 13 de enero de 1941 fue a visitar a Einstein en Princeton, Nueva Jersey. Hablaron durante cinco horas, y Einstein acordó poner a prueba un acumulador de orgón, que Reich había construido a partir de una Jaula de Faraday de acero galvanizado y aislados por la madera y papel en el exterior. Einstein estuvo de acuerdo en que si, como sugirió Reich, la temperatura de un objeto puede ser elevada sin una fuente de calor aparente, sería un evento muy importante para la física.
Reich suministró a Einstein un pequeño acumulador durante su segunda reunión, y Einstein llevó a cabo en su sótano el experimento, que consistió en tomar la temperatura encima, en el interior, y cerca del dispositivo. También despojó la jaula de Faraday del dispositivo para comparar temperaturas. En su intento de replicar los hallazgos de Reich, Einstein observó un aumento de la temperatura, debido según Reich a la energía orgón que se había acumulado dentro de la jaula de Faraday. Sin embargo, uno de los ayudantes de Einstein señaló que la temperatura fue menor en el suelo que en el techo. A raíz de esta observación, Einstein modificó el experimento y, en consecuencia, concluye que el efecto era simplemente debido a la gradiente de temperatura en el interior de la habitación. El físico escribió de nuevo a Reich, describiendo sus experimentos y expresando la esperanza de que Reich desarrollara un enfoque más escéptico de los mismos.
Reich respondió con una carta de 25 páginas a Einstein, expresando su preocupación porque a "la convección desde el techo" se le unirían los "gérmenes del aire" y el "movimiento browniano" para desacreditar los nuevos descubrimientos. La correspondencia entre Einstein y Reich fue publicada por la prensa de Reich como El asunto con Einstein en 1953, posiblemente sin el permiso de Einstein.

## Libros
- El carácter instintivo: un estudio psicoanalítico sobre la patología del ego, Viena: Internationaler Psychoanalytischer Verlag, 1925.
- La función del orgasmo: sobre psicopatología y la sociología de la vida sexual, Viena: Internationaler Psychoanalytischer Verlag, 1927.
- Excitación sexual y satisfacción sexual, Münster Verlag, 1929.
- Madurez sexual, abstinencia, moralidad matrimonial: una crítica de la reforma sexual burguesa 1930.
- La irrupción de la moral sexual: la historia de la economía sexual, Copenhague: Verlag für Sexualpolitik, 1932.
- La lucha sexual de los jóvenes, Copenhague: Verlag für Sexualpolitik, 1932.
- Análisis del carácter técnica y fundamentos de psico-terapia para estudiantes y analistas practicantes, Berlín, 1933.
- Psicología de masas del fascismo, 1933.
- ¿Qué es Conciencia de clase?: Acerca de la Reforma del movimiento obrero, 1934.
- La lucha por la nueva forma de vida en la Unión Soviética, 1934.
- Materialismo Dialéctico y Psicoanálisis, Copenague: Verlag für Sexualpolitik, 1934.
- Contacto psíquico y flujo vegetativo, 1935.
- La Revolución Sexual (Sexualidad en la lucha cultural: Sobre la reestructuración socialista del hombre), 1936.
- Resultados experimentales sobre la función eléctrica de la sexualidad y la ansiedad, 1937.
- Gente en el estado, 1937.
- El Bione: sobre el origen de la vida vegetal, Sexpol Verlag, 1938.
- La función del orgasmo: El descubrimiento del Orgón y problemas económico sexuales de la energía biológica, 1942.
- ¡Escucha, pequeño hombrecito!, 1945
- El Asesinato de Cristo, 1953. Explica la capacidad curativa de Cristo con un poderoso campo energético que estimula los campos energéticos de los otros.
- Lecturas Seleccionadas: Una Introducción a la Orgonomía
- Pasión Juvenil: Autobiografía, 1897-1922
- Odisea Americana:Cartas y Diarios 1940-1947
- Más allá de la Psicología:Cartas y Diarios 1934-1939
- La Investigación Bioeléctrica de la Sexualidad y la Ansiedad
- Niños del Futuro: La Prevención de Patologías Sexuales
- El Experimento de Oranur
- Contacto con el Espacio: Segundo Reporte de Oranur
- Superimposición Cósmica: Las Raíces Orgonicas del Hombre en la Naturaleza
- Ether, Dios y Demonio
- El Acumulador de Energía Orgónica, Su Uso Científico y Médico
- Gente en Problemas: La Plaga Emocional de la Humanidad, Vol.1)
- Reich Habla Acerca de Freud, 1957.

## Edición en español
- Psicología de masas del fascismo. Traducción de Alfredo Bein, Enclave de Libros. 2020. ISBN 978-84-949834-9-8.
- ¡Escucha, hombrecillo! Discurso sobre la mediocridad. Madrid: La linterna sorda Ediciones. 2015. ISBN 978-84-942466-8-5.
- La función del orgasmo. Barcelona: Paidós. 2010. ISBN 978-84-493-2247-1.
- Análisis del carácter. Barcelona: Paidós. 2005. ISBN 978-84-493-1773-6.
- Pasión de juventud: una autobiografía (1897-1922). Barcelona: Paidós. 1990. ISBN 978-84-7509-591-2.